# Papa Stour
Papa Stour 4,5 x 3 km stor og har et areal på 8 km², ligger nordvest for hovedøen Mainland og 32 km fra Shetlandsøernes hovedby Lerwick. De 15 indbyggere bor på øens østside og lever hovedsagelig af kvægavl og turisme. Den østlige halvdel er frugtbar, mens den vestlige ubeboede del er et naturområde med sjældne fugle og plantearter og en meget speciel klippekyst med mange rugende fugle.
Papa Stour kommer fra det uddøde vestnordiske sprog norn og betyder præst. Formodentlig har keltiske missionspræster allerede i det 7 århundrede allerede før vikingerne dannet en kristen menighed
I 1977 og 1982 frilagde man et nordboerhus fra det tidlige 13 århundrede. Indtil til det 17. århundrede var Papa Stour under norsk herredømme, selvom Shetlandsøerne 1472 kom under Skotland.
Indtil det 18. århundrede ejede Lord Thomas Gifford of Busta og Lord Arthur Nicolson of Lerwick øen og drev et indbringende fiskeri med seks fiskebåde i det fiskerige farvand. Fiskeriet gjorde at omkring 1900 lå befolkningstallet stabilt på 360 indbyggere, men dampskibene gjorde at fiskeriet blev centraliseret til Lerwick og manglen på tørv førte til, at der 1940 kun var 100 indbyggere tilbage. Fra 1970 lykkedes det regeringen med støtteordninger at få flere indbyggere til øen og skolen blev igen åbnet, men blev lukket 1996, efter at befolkningstallet var faldet til 20.